# Пречисте (Калузька область)
Пречисте (рос. Пречистое) — присілок в Юхновському районі Калузької області Російської Федерації.
Населення становить 33 особи. Входить до складу муніципального утворення Присілок Ємельяновка.

## Історія
Від 2004 року входить до складу муніципального утворення Присілок Ємельяновка

## Населення
| 2002 | 2010 |
| ---- | ---- |
| 41   | ↘33  |